# Saint-Bonnet-le-Froid
Saint-Bonnet-le-Froid är en kommun i departementet Haute-Loire i regionen Auvergne-Rhône-Alpes i centrala Frankrike. Kommunen ligger i kantonen Montfaucon-en-Velay som tillhör arrondissementet Yssingeaux. År 2022 hade Saint-Bonnet-le-Froid 224 invånare.

## Befolkningsutveckling
Antalet invånare i kommunen Saint-Bonnet-le-Froid
| Referens: INSEE |